# Ludwig Münstermann
Ludwig Münstermann (Amburgo Brema, circa 1570 – 1639) è stato uno scultore tedesco.

## Biografia

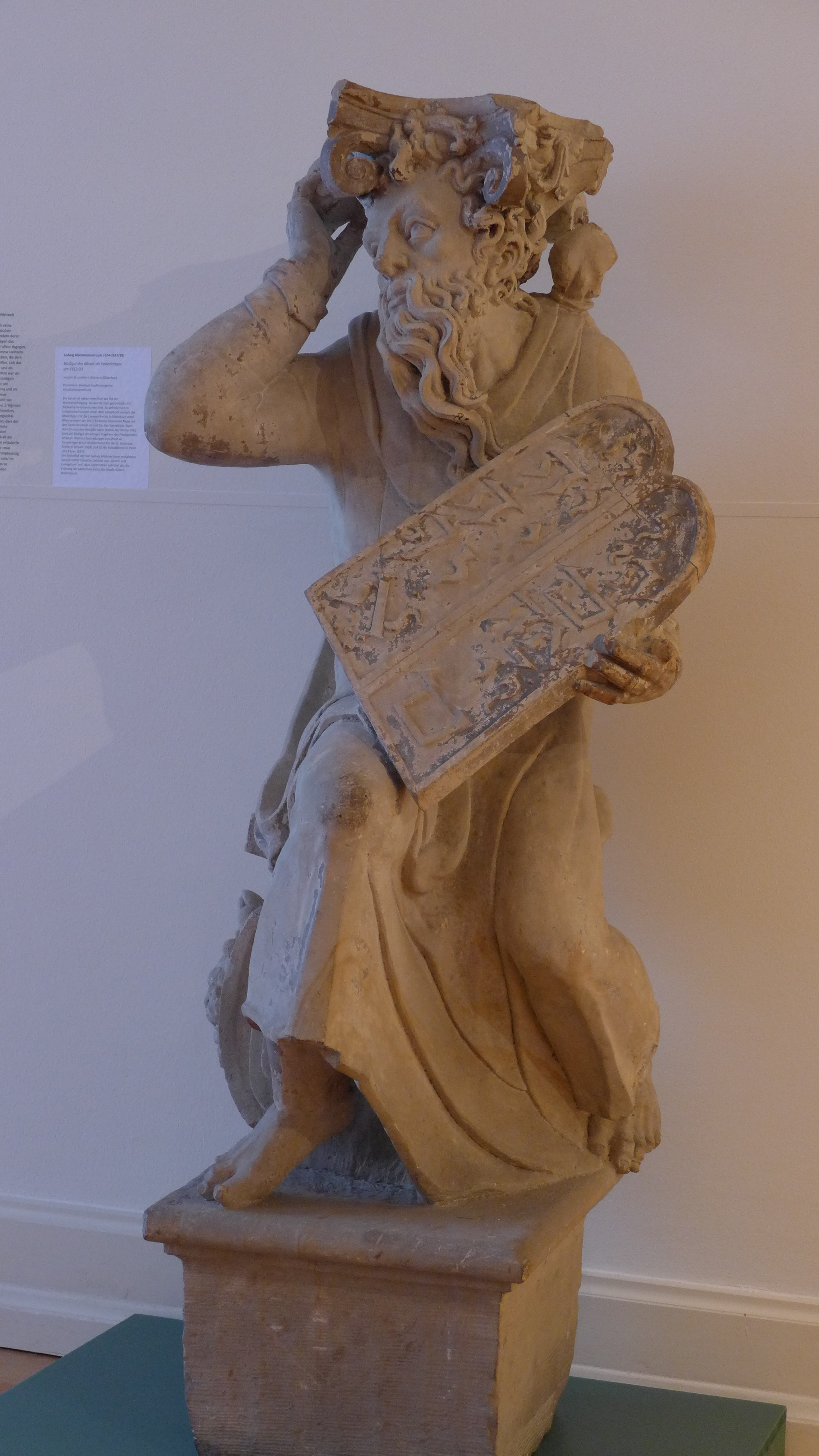
Mosè (1612-1613), nel pulpito dalla chiesa di San Lamberti, Oldenburg, ora nel Landesmuseum Oldenburg

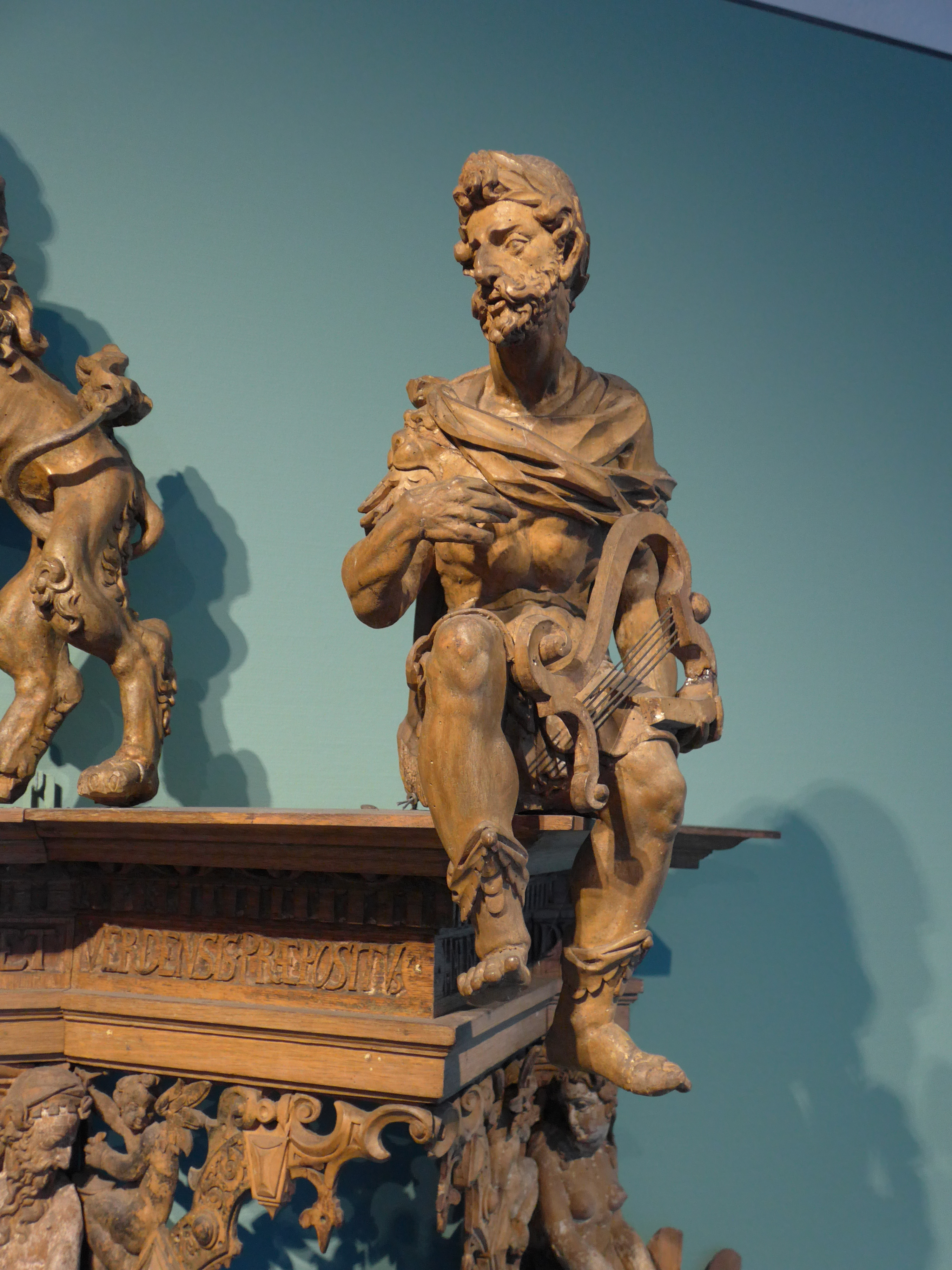
Re David dal Rotenburg Organ Prospectus (1608) nel Museo Focke di Brema

Ludwig Münstermann, nato ad Amburgo o a Brema, fu ammesso alla Drechslerzunft di Amburgo nel 1599.
Lavorò soprattutto per i conti Anton Günther von Oldenburg e Anton von Delmenhorst.
Le prime opere documentate risalirono al 1607-1608, e furono decorazioni scultoree sulla facciata del castello di Oldenburg, eseguite sotto la guida di Johann Prange.
Lo stile di Münstermann aderì al Manierismo, uno stile tra Rinascimento e Barocco. La struttura generale, la composizione e la decorazione delle sue opere corrispondono ancora al Rinascimento, la maggiore espressione soprannaturale del figurativo coincide con il barocco. L'artista ruppe gli schemi architettonici e sviluppò le figure in modo autonomo dai fondi ornamentali, utilizzando il rapporto di luce ed ombra e dei contorni taglienti.
Münstermann padroneggiava magistralmente non solo l'iconografia, ma anche l'apparato formale delle sue opere.
Soprattutto nelle sue pale d'altare, l'artista ha sempre più evidenziato gioielli figurativi e ornamentali, invece le strutture architettoniche passavano in secondo piano.
Nel periodo tra il 1612 e il 1638, realizzò circa quaranta opere d'arte religiosa come altari, pulpiti, fonti battesimali, molti di queste si trovano ancora nel loro luogo di origine e quindi l'interazione di luce, forma e colore nelle opere, specialmente degli altari, è ancora visibile oggi.
Altari eseguiti da Münstermann sono conservati in Varel, Hohenkirchen, Eckwarden, Rodenkirchen, Tossens, e Berna.
L'altare più grande è conservato nella chiesa di San Pietro nel castello di Varel e fu ultimato nel 1614, comprendente
le rappresentazioni della Nascita di Cristo, La resurrezione, L'Ascensione.
Sopra i pannelli laterali della predella ci sono le statuette degli apostoli oltre che i rilievi di Martin Lutero e Filippo Melantone e le figure della Fede, della Carità, della Speranza, della Giustizia, della Temperanza, della Prudenza, del Coraggio e della Pazienza.
Il pulpito di Rodenkirchen, di struttura e con programma figurativo tradizionali, è decorato con statuette di evangelisti, completato da santi o profeti patroni.
Il pulpito di Rodenkirchen è caratterizzato da un gruppo unico di figure, basato su dipinti di Lucas Cranach il Vecchio.
Il pulpito di Rodenkirchen presenta un Adamo scarsamente vestito, rappresentante l'umanità, che siede di fronte a un tronco d'albero, affiancato alla sua destra da Mosè con le tavole della legge e alla sua sinistra da Giovanni il Battista, che tiene in mano una Bibbia e punta con un dito verso i Vangeli, a sottolineare l'unione tra l'Antico e il Nuovo Testamento. Altre scene bibliche sono la Caduta dell'Uomo, l'Adorazione del serpente di bronzo,  il Monte degli Ulivi, la Crocifissione e la Risurrezione.